# Shogun (miniserie)
Shōgun es una miniserie de televisión estadounidense/japonesa de 1980, basada en la novela homónima de James Clavell y publicada en 1975, de cinco capítulos de dos horas de duración cada uno. Se filmó enteramente en Japón y contó con las actuaciones de Richard Chamberlain (Blackthorne/Anjin-san), Toshirō Mifune (Yoshi Toranaga-san), Yōko Shimada (Mariko Buntaro-Toda), Damien Thomas (Padre Martin Alvito), John Rhys-Davies (Vasco Rodríguez), Michael Hordern (fray Domingo), Alan Badel (Padre Dell'Aqua) y Vladek Sheybal (capitán Ferriera).
En 2024 se estrenó una remake adaptando de nuevo la novela y compuesta de diez episodios de una hora, protagonizada por Cosmo Jarvis como Blackthorne/Anjin-san y Hiroyuki Sanada como Yoshi Toranaga. La readaptación ganó 18 premios Emmy.

## Sinopsis
La acción se desarrolla en el Japón feudal del año 1600, algunos meses antes de la batalla crucial de Sekigahara. Narra la subida al shogunato del daimyo «Toranaga» (nombre ficticio para Tokugawa Ieyasu), a través de la visión del marinero inglés John Blackthorne cuyas hazañas están basadas vagamente en las de William Adams.

## Publicidad
Como una forma de incrementar la publicidad para la miniserie, semanas antes de la salida de los episodios al aire, una réplica del Erasmus fue expuesta en la ciudad de Nueva York y varios actores vestidos de samuráis recorrieron las calles cercanas al puerto promoviendo el programa.   

### Edición teatral
Una edición fílmica teatral de 125 minutos de la miniserie fue hecha para el mercado fílmico de Europa el mismo año. Esta versión también la primera versión de Shogun realizada para el mercado de video hogareño en Norteamérica (el lanzamiento de la serie completa no ocurrió hasta más tarde). La versión fílmica que contenía violencia y desnudez fue removida de la versión para la NBC.    

### Edición en DVD
La edición en DVD no tiene pausas entre los episodios. Consta de cuatro discos, más un quinto con material adicional.
- Lanzamiento en DVD: 30 de septiembre de 2003.
- Duración: 547 minutos.
- Extras: documento de 13 segmentos sobre la creación de Shogun (79:24); Rasgos históricos - El Samurai (5:34), Ceremonia del té (4:35) y Geisha (4:56); comentarios de audio por el director Jerry London sobre 7 escenas seleccionadas.[1]

### Edición en Blu-ray
El lanzamiento de la edición de Shogun de tres discos en formato Blu-ray de CBS Home Entertainment fue el 22 de julio de 2014, con una presentación remasterizada en 1080p, audio principal 5.1 DTS-HD, y una pista de audio monoaural Dolby Digital restaurada; estas características son exactamente las mismas que las del lanzamiento original en DVD de 2003.

## Reparto
De todos los actores japoneses que tomaron parte del elenco solamente tres hablan en inglés en toda la producción: Yôko Shimada (Mariko), Masumi Okada (hermano Miguel) y Takeshi Ôbayashi (hermano Urano). En la época en que fue hecha la miniserie, Shimada sabía poco inglés y fue ayudada por un director de diálogo para decir sus líneas con la fonética correcta.
Originalmente, según el documental La creación de Shogun, James Clavell buscó a Sean Connery para interpretar a Blackthorne, pero Connery rechazó su trabajo en televisión. Otros actores considerados para el rol fueron Roger Moore y Albert Finney.
- Richard Chamberlain como Piloto Mayor John Blackthorne, denominado (Anjin-san).
- Toshirō Mifune como Yoshi Toranaga-san, Señor de Kwanto.
- Yôko Shimada como Mariko Buntaro-Toda.
- Damien Thomas como el Padre Martin Alvito.
- John Rhys-Davies como el Piloto Mayor Vasco Rodríguez.
- Takeshi Ôbayashi como Urano-san.
- Michael Hordern como hermano Domingo.
- Yûki Meguro como Omi-san, Samurái dirigente de Anjiro.
- Frankie Sakai como señor Kasigi Yabu-san, Daimyo de Izu.
- Alan Badel como el Padre Dell'Aqua.
- Leon Lissek como el Padre Sebastiao.
- Vladek Sheybal como el capitán Ferreira.
- Hideo Takamatsu como Buntaro-san.
- Nobuo Kaneko como Ishido-san, Dueño del castillo de Osaka.
- Hiromi Senno como Fujiko, consorte de Anjinsan.
- George Innes como el marinero Johann Vinck.
- Hiroshi Hasegawa como el capitán de la galera.
- Akira Sera como el ayudante.
- Atsuko Sano como Ochiba.
- Miiko Taka como Kiri.

## Recepción
Shogun fue producida después del éxito de la miniserie de televisión Raíces (1977) que fue emitida por ABC Network en 1977. El éxito de Raíces, así como también de Jesus of Nazareth (1977), motivó a muchas otras miniseries durante los años 80. Shogun, que se emitió por primera vez en 1980, también se convirtió en un programa con alta audiencia y continuó la ola de miniseries en los siguientes años (como Norte y Sur y The Thorn Birds), en las que las emisoras trataban de capitalizar el éxito del formato.
La NBC tuvo, con Shogun, la mayor audiencia semanal en su historia. Tuvo un promedio de 26.3 %, siendo la segunda más alta en la historia de la televisión después de la ABC con Raíces. Un promedio de 32.9 % de todos los hogares vieron por lo menos una parte de la serie. El éxito de la miniserie fue motivo para que la edición de bolsillo del libro de Clavell se convirtiese en el más vendido durante 1980 en los Estados Unidos, con 2.1 millones de copias, y el incremento del conocimiento de la cultura japonesa en dicho país.
En el documental La creación de Shogun se menciona que el crecimiento de restaurantes de comida japonesa en Estados Unidos (sobre todo casas de sushi) es atribuida a Shogun. También es notable que durante la semana de estreno, varios restaurantes y casas de películas mostraron una caída en sus ventas. El documental dice que muchos se quedaban en sus casas para ver Shogun, algo sin precedente para una cadena de TV (el VCR casero todavía era muy caro, y no era común en los hogares).
Los personajes japoneses hablan en japonés, salvo cuando traducen para Blackthorne. En la emisión no se usaron subtítulos para los diálogos japoneses. Como el programa fue presentado desde el punto de vista de Blackthorne, los productores alegaron «que lo que él no entiende, nosotros [no debemos] entender». Rotten Tomatoes afirmó que la miniserie tuvo un índice de audiencia de crítica de 80 %. Cuando se estrenó en Japón en abril de 1981 fue doblada al japonés completamente. En TV Asahi tuvo un índice de audiencia similar al de Raíces.

### Sexualidad y violencia
Shogun quebró varios tabúes y mostró varios contenidos por primera vez en una cadena de TV estadounidense: 
- Fue el primer programa de televisión en permitir la palabra «orinar» en un diálogo y (como un acto simbólico de la sobrevivencia de Blackthorne a las reglas de la sociedad japonesa y como castigo Omi, el samurái líder de Anjiro, le dice «yo me orino sobre usted y su país»).[6]
- En el primer episodio uno de los marinos de Blackthorne, Pieterzoon, es condenado a morir sumergido en una gran olla de agua y especias hirviendo y, mientras ocurre ello, el piloto y sus compañeros perciben el grito debido a la tortura. Después, otro de los marinos de Blackthorne, Croocq, es enviado a la misma suerte del anterior, pero Blackthorne enmienda su conducta, liberando al marino de ese suplicio.
- Un hombre es decapitado en el primer episodio, algo mostrado por primera vez en una cadena de TV (aunque la versión fílmica de la secuencia fue más sangrienta).
- Mariko aparece desnuda en la escena del baño y cuando Blackthorne se reúne con su hombre un seno de mujer es visible.
- La miniserie también es notable por su franca discusión de sexualidad (por ejemplo pederastia) y cuestiones como el suicidio ritual nipón del seppuku.